# تاريخ هندوراس (1900–1954)

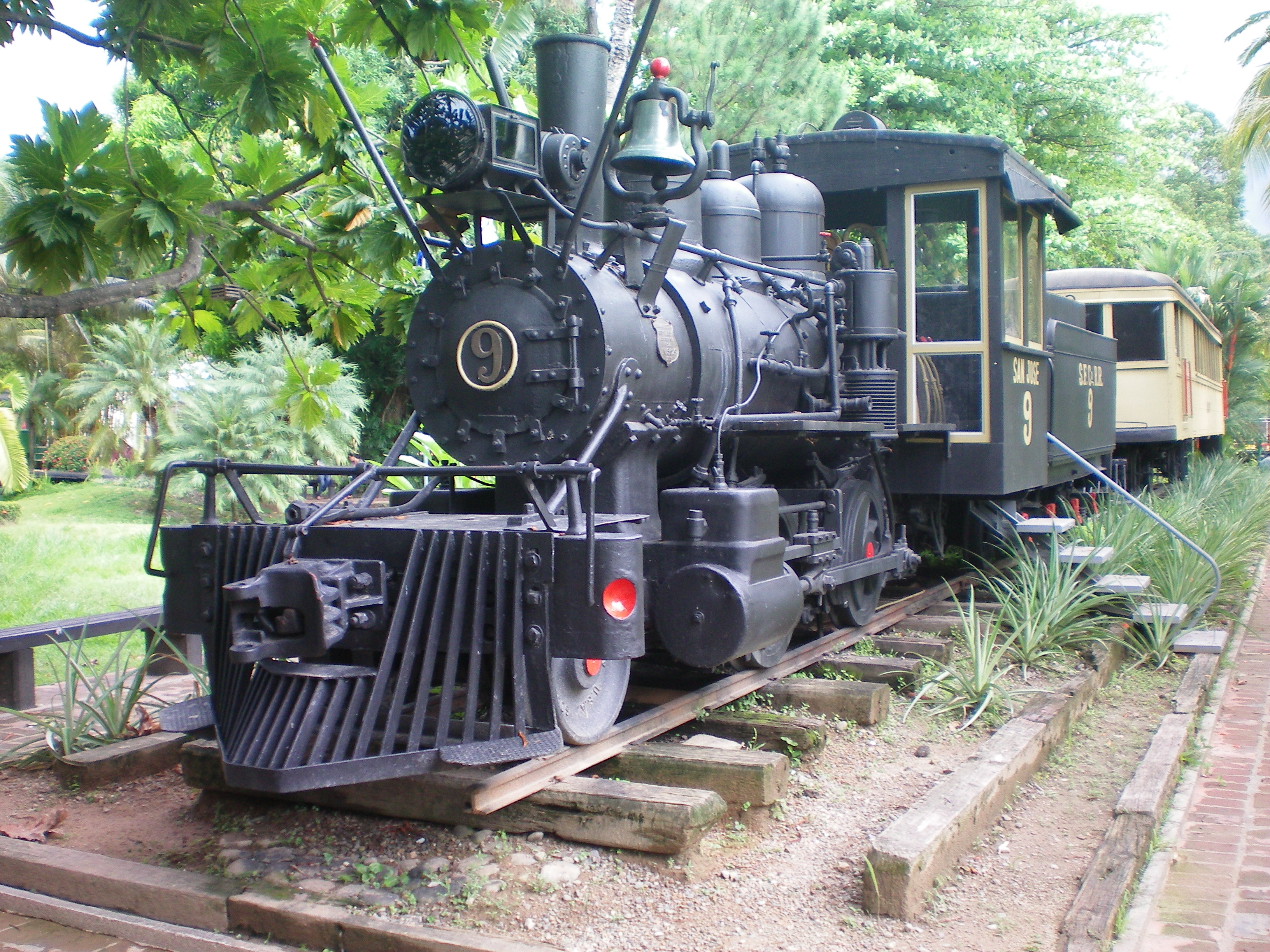
لعبت مؤسسة السكك الحديدية الوطنية لهندوراس دورًا هامًا في تطور البلاد خلال فترة مطلع القرن العشرين

سيطرت خلال النصف الأول من القرن العشرين شركات أمريكية مثل شركة الفواكه المتحدة على اقتصاد هندوراس، وأنشأت مزارع موز هائلة على طول الساحل الشمالي. سرعان ما جعلت هذه الشركات من الموز المصدر الرئيسي للبلاد مقابل منحهم الأراضي الكبيرة من السياسيين المحافظين. حدد رأس المال الأجنبي، والحياة في مزارع الموز، والمحافظون سياسات هندوراس منذ منتصف القرن العشرين حتى عام 1988.
تولى مانويل بونيلا رئاسة هندوراس عبر عملية عسكرية. وبمجرد وصوله إلى السلطة، أصبح صديقًا لشركات الموز، أكثر مما كان سلفه تيرينسيو سييرا حتى. إذ أعطى لشركات الموز إعفاءات ضريبية، وسمح لها ببناء مجموعة متنوعة من البنية التحتية، بما في ذلك السكك الحديدية الوطنية في هندوراس. كان أحد أهم إنجازات بونيلا هو ترسيم الحدود مع نيكاراغوا، خاصة في منطقة لا موسكويتيا.
خلف ميغيل ر. دافيلا بونيلا كرئيس لهندوراس. خلال إدارته، حاولت الولايات المتحدة وضع حد لصراعات أمريكا الوسطى من خلال مؤتمر أمريكا الوسطى للسلام عام 1907. ومع ذلك، في الفترة من 1920 إلى 1923، كانت هناك سبع عشر انتفاضة، أو محاولة انقلاب في هندوراس. وساهم ذلك في عدم الاستقرار السياسي في البلاد.
تولى فيسنتي ميخيا كوليندرس السلطة في عام 1929 وعُقد عليه الكثير من الآمال. وبدا في عهده أن هندوراس توجه مسارها نحو التقدم السياسي والاقتصادي. لكن العديد من آمال ميخيا تبدّدت مع بداية الكساد العظيم.
كان الطبيب والجنرال تيبورسيو كارياس أندينو يحكم هندوراس كديكتاتور خلال فترة الكساد الكبير، حتى عام 1948. في ظل حكومته، تحسّن الوضع المالي في البلاد بشكل ملحوظ، إذ حسّن وضع القوات المسلحة، والنظام التعليمي، والبنية التحتية في هندوراس بشكل طفيف. وعزّز النظام والسلام النسبي لهندوراس، على الرغم من أنه استخدم القمع للوصول إلى ذلك. بضغط من حكومة الولايات المتحدة، سمح الجنرال كارياس بإجراء انتخابات حرة. ومع ذلك، وجد طرقًا لاستخدام نفوذه، ورشّح المحامي خوان مانويل غالفيز كمرشح للحزب الوطني في هندوراس.
فاز خوان مانويل غالفيز في الانتخابات دون معارضة. خلال فترة ولايته، واصل غالفيز معظم السياسات المالية لإدارة كارياس، وخفّض الديون الخارجية، وسدد آخر السندات البريطانية. استمرت شركات الفاكهة في تلقي صفقات ممتازة من حكومة غالفيز. وحظي التعليم أثناء حكمه بالمزيد من الاهتمام، وبحصة أكبر من الميزانية الوطنية.
في الساحة السياسية، ازدادت حرية الصحافة. وسُمح للحزب الليبرالي بإعادة التنظيم، إلى جانب الجماعات السياسية الأخرى. وتحسّن وضع العمال أيضًا أثناء إدارته.

## جمهورية الموز

### المِنح وانتخابات عام 1902

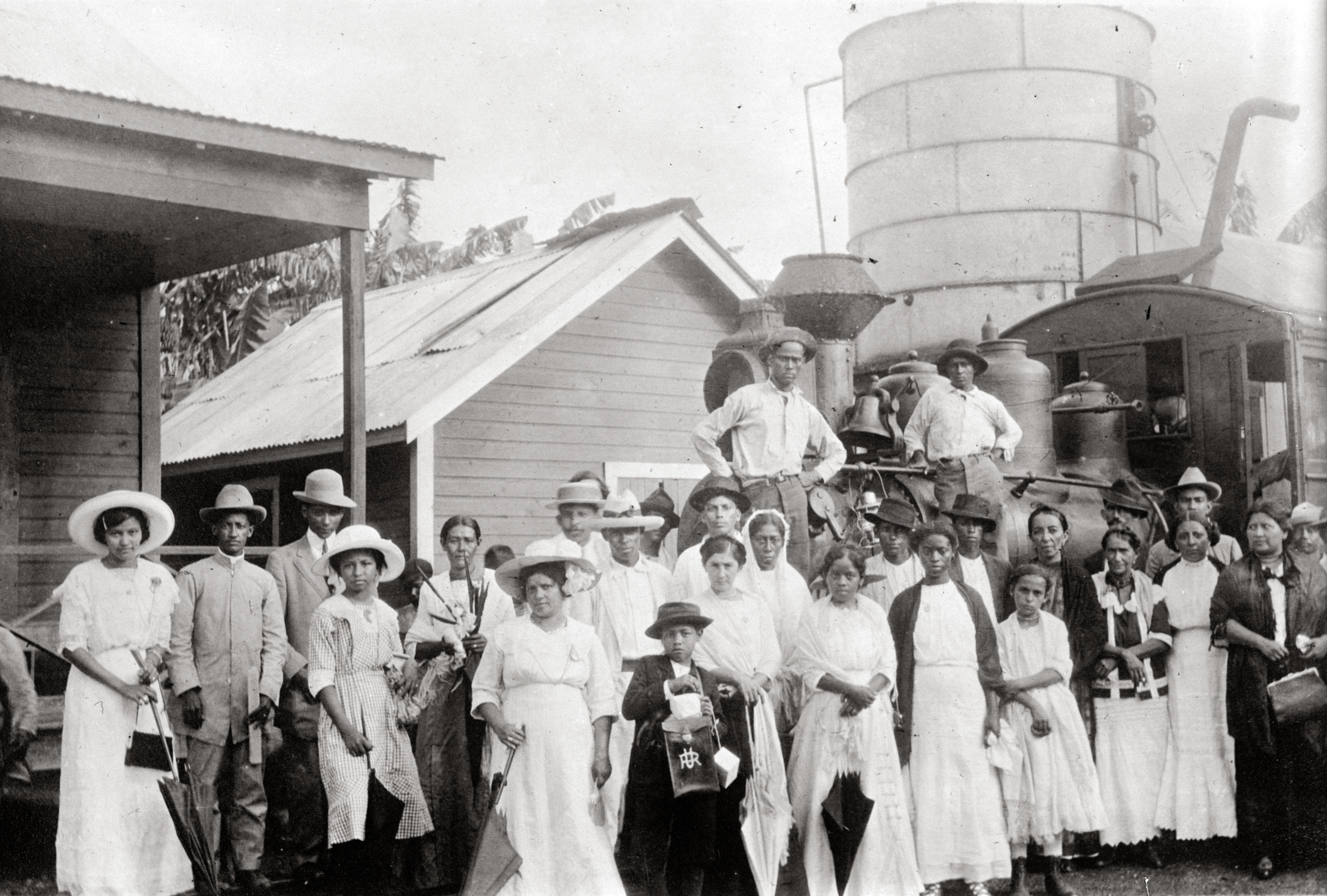
محطة سكك حديدية في لا سيبا خلال أوائل القرن العشرين

في 1 مارس 1902، طُلب من الشعب اختيار خليفة لسييرا. كان الجنرال مانويل بونيلا أحد المرشحين، وكان يدعمه ليبراليون بارزون، والحزب المحافظ، والحزب الوطني. وكان الدكتور خوان أنجيل آرياس مرشح آخر قوي من الحزب الليبرالي.
فاز الجنرال مانويل بونيلا في الانتخابات بأغلبية 28,550 صوتًا، مقابل 25,118 للدكتور خوان.

### مانويلا بونيلا
بمجرد وصوله إلى السلطة، قمع بونيلا حرية الصحافة. في فبراير 1904، حلّ مانويل بونيلا الجمعية التشريعية، وأمر بالقبض على تسعة مشرعين معارضين، بحجة تخطيطهم لقتله.
ألغى بونيلا دستور عام 1894، وأعاد جزءًا كبيرًا من دستور عام 1880. نصّ هذا الدستور على أن تكون مدة ولاية الرئيس ست سنوات بدلاً من أربع سنوات، إذ كانت دائرة بونيلا تأمل بالاستمرار في الحكم دون عائق حتى عام 1912. دخل الدستور الجديد حيز التنفيذ في 1 يناير 1906.

### حكومة وإنجازات بونيلا

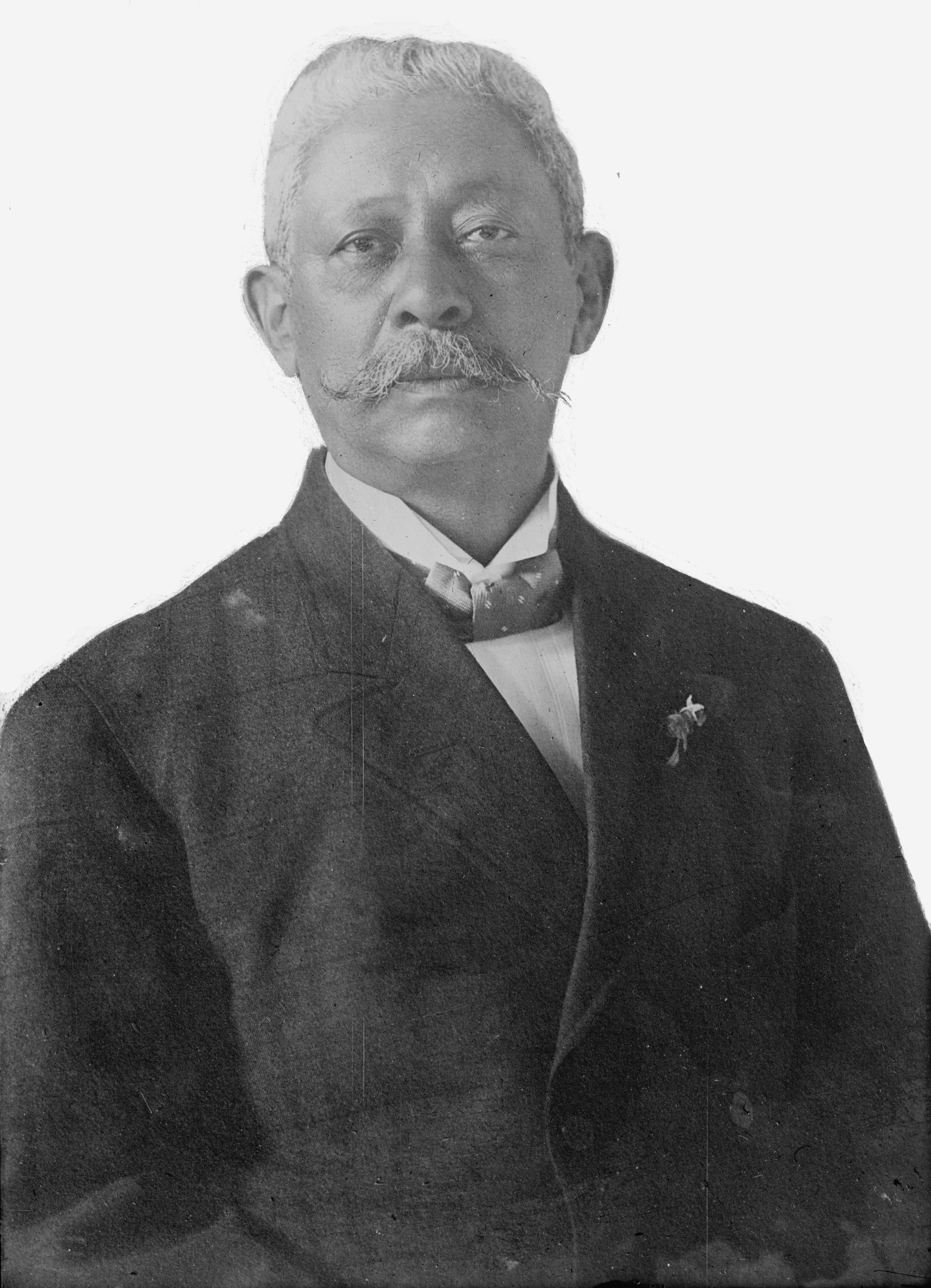
مانويلا بونيلا

تبين أن مانويل بونيلا كان صديقًا أفضل لشركات الموز، بالمقارنة مع نظيره السابق تيرينسيو سييرا. إذ حصلت خلال فترة ولايته شركات الموز على إعفاءات كبيرة من الضرائب.
ربما كان أكبر إنجازات بونيلا هو ترسيم الحدود مع نيكاراغوا، خاصة في منطقة لا موسكويتيا، إذ نصت معاهدة عام 1894 على إنشاء لجنة حدودية تضم أعضاء من كل من هندوراس، ونيكاراغوا لحل النزاع. قبل عام 1904، كانت اللجنة موافقة فقط على الجزء السفلي من الحدود. وفي عام 1904، لجأ ممثلو الدولتين من أجل التوصل إلى اتفاق حول الجزء العلوي من الحدود إلى الملك ألفونسو الثالث عشر ملك إسبانيا كطرف محايد في النزاع.
سقوط بونيلا
في عام 1906، قاوم مانويل بونيلا بنجاح غزو غواتيمالا، وكان هذا آخر نجاح كبير له. وُقّعت اتفاقية صداقة في عام 1906 مع غواتيمالا والسلفادور، وفُسّرت على أنها تحالف مناهض لنيكاراغوا من قبل الرئيس خوسيه سانتوس زيلايا رئيس نيكاراغوا. بدأ زيلايا في تقديم الدعم إلى المنفيين الليبراليين من هندوراس، والموجودين في بلاده في محاولة منه للإطاحة بمانويل بونيلا، الذي كان ديكتاتورًا عندها. وبدعم من عناصر من جيش نيكاراغوا، غزا المنفيون هندوراس في فبراير 1907 وأنشؤوا حكومة مؤقتة.
حاول بونيلا المقاومة بمساعدة القوات السلفادورية، لكن هُزمت قواته في مارس بشكل حاسم.

## معاهدة السلام لعام 1907

### انتخاب ميغيل رافائيل دافيلا
في 28 أبريل 1907، منحت الحكومة المؤقتة السلطة لميغيل رافائيل دافيلا كويلار، الذي كان نائب الرئيس في عهد مانويل بونيلا. أعاد رافائيل تأسيس دستور عام 1894، ودعا إلى الانتخابات. وانتُخب دافيلا رئيسًا لولاية 1908. لفت انتباه الرئيس الأمريكي ثيودور روزفلت وجود احتمال لنشوب صراعات جديدة. ومن أجل مصالحها الاقتصادية القوية في كل من نيكاراغوا، وهندوراس استدعى روزفلت قادة البلدين، وكذلك قادة كوستاريكا، والسلفادور، وغواتيمالا لحضور مؤتمر في واشنطن.
سعى مؤتمر أمريكا الوسطى للسلام عام 1907 إلى خفض مستوى الصراع في المنطقة. وقّع الرؤساء الخمسة على المعاهدة العامة للسلام والصداقة لعام 1907، وأنشؤوا محكمة العدل الدائمة لأمريكا الوسطى، من أجل حلّ النزاعات المستقبلية.

### دافيلا والدَّين الخارجي
خلال فترة إدارته، حاول ميغيل دافيلا تطوير البلاد، لكن بلغت ديون هندوراس الخارجية وقتها 120 مليون دولار أمريكي. كان الدَّين عاملاً ساهم في عدم الاستقرار السياسي والاجتماعي في البلاد. ولهذا السبب، شرعت حكومة دافيلا في بذل الجهود لسداد الديون، التي كان معظمها مستحق لإنجلترا.

### تخلّي الرئيس دافيلا عن الحكم
جنّد صاحب شركة كوياميل فرويت كومباني قوات مسلحة بقيادة الرئيس السابق مانويل بونيلا، بسبب محاولة دافيلا وضع حد للتنازلات السخية الممنوحة لشركات الفاكهة. توسطت حكومة الولايات المتحدة في الصراع. من 21 فبراير إلى 15 مارس 1911، التقى ممثلون من كلا الجانبين بهدف الوصول إلى حلول، وافق الثوار برئاسة الرئيس السابق مانويل بونيلا وحكومة دافيلا على وقف إطلاق النار، مع الاستقالة القسرية للرئيس دافيلا، وتنصيب رئيس مؤقت.

## معاهدة السلام 1923

### حكومتا برتراند ولوبيز غوتيريز
فاز مانويل بونيلا بانتخابات عام 1912، لكنه توفي بعد حوالي عام على توليه السلطة. استلم فرانسيسكو برتراند، الذي كان نائبًا للرئيس الرئاسة، وفي عام 1916 فاز في الانتخابات لولاية استمرت حتى عام 1920، في الفترة الممتدة من 1920 إلى 1923، كانت هناك سبع عشر انتفاضة أو محاولة انقلاب في هندوراس.
عُقد مؤتمر واشنطن، واختتم في فبراير بموافقة المعاهدة العامة للسلام والصداقة لعام 1923. أعادت هذه المعاهدة تنظيم محكمة أمريكا الوسطى، وصدّقت على الكثير من بنود معاهدة 1907.

### الانتخابات والتدخل الأمريكي
شكلت الانتخابات الرئاسية في هندوراس في أكتوبر 1923 وما تلاها من صراعات سياسية وعسكرية التحديات الأولى لهذه الاتفاقيات الجديدة. تحت ضغط قوي من واشنطن، سمح لوبيز غوتيريز بإجراء انتخابات حرة.
تدهورت الأوضاع بسرعة في الأشهر الأولى من عام 1924. في 28 فبراير، وقعت معركة في لا سيبا بين القوات الحكومية والمتمردين. وفي النهاية توصلوا إلى اتفاق لتشكيل حكومة مؤقتة برئاسة الجنرال فيسنتي توستا كاراسكو، الذي وافق على تعيين حكومة تمثل جميع الفصائل السياسية، وتشكيل جمعية تأسيسية في غضون تسعين يومًا لاستعادة النظام الدستوري. صدر دستور 1924 في عهد هذه الحكومة.

## ديكتاتورية تيبوركيو كارياس آندينو

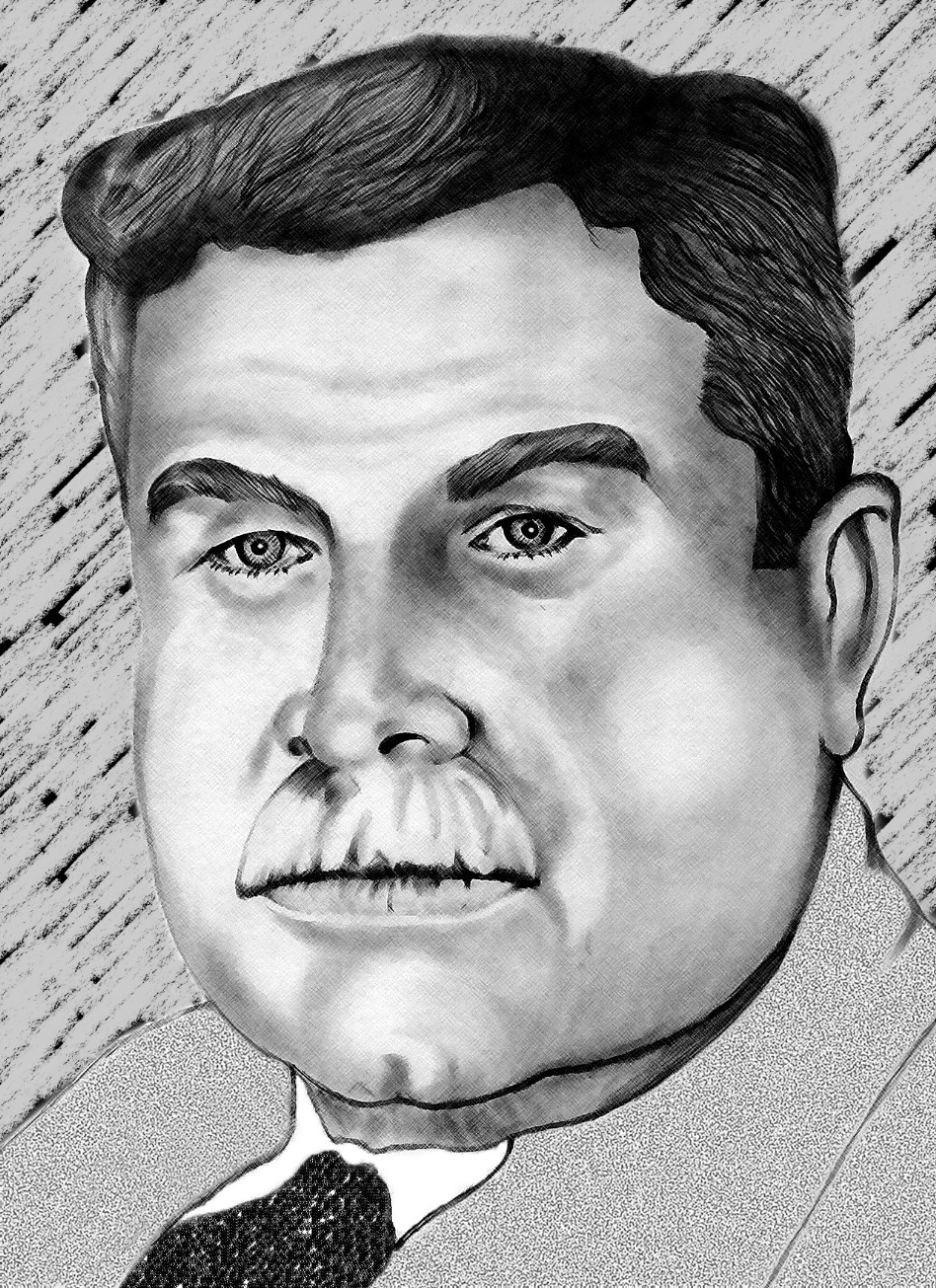
تيبورسيو كارياس أندينو

### انتخاب كارياس
على الرغم من تزايد الاضطرابات والتوترات الاقتصادية الخطيرة، كانت انتخابات عام 1932 سلمية وعادلة نسبيًا. ففي فبراير 1932 رشح الحزب الوطني في هندوراس كارياس كمرشح للرئاسة.
خلال الجزء الأول من إدارته، ركز كارياس على تجنب الانهيار المالي، وتحسين القوات المسلحة وبناء الطرق. في الوقت نفسه وضع الأسس التي تضمن إطالة أمده في السلطة.
ظل اقتصاد هندوراس سيئًا خلال عقد الثلاثينيات. بالإضافة إلى الانخفاض الحاد في صادرات الموز بسبب انخفاض الطلب على السلع الاستهلاكية خلال فترة الكساد العظيم، وكانت تجارة الموز مهددة في عام 1935 بسبب الأوبئة التي انتشرت وقتها.
في انتخابات أكتوبر 1948 لم يترشح كارياس، لكنه وجد طرقًا للإبقاء على نفوذه، إذ رشّح وزير الحرب السابق خوان مانويل غالفيز كمرشح رئاسي للحزب الوطني.
اقتنع الليبراليون بأن لا فرصة لهم بالفوز متهمين الحكومة بالتلاعب بالعملية الانتخابية، وقاطعوا الانتخابات. ما أعطى الفوز السهل لغالفيز دون معارضة، وفي يناير 1949 تولى الرئاسة.
بمجرد أن أصبح رئيسًا، أظهر غالفيز أنه شخص مستقل أكثر بكثير مما كان متوقعًا. اعتمد بعض سياسات كارياس، مثل بناء الطرق وتطوير صادرات القهوة، واتبع غالفيز الجزء الأكبر من السياسة المالية للإدارة السابقة، بالعمل على تخفيض الدين الخارجي وسداد آخر السندات البريطانية.

## خوان مانويل غالفيز

### إضراب عام 1954
قدّم المضربون مجموعة واسعة من المطالب بما فيها: زيادة الأجور، وتحسين ظروف العمل، ودفع ساعات إضافية. فشلت الجهود الأولية للحكومة لوضع حد للإضراب، وبدأت البطالة تمتد لتشمل كل الصناعات. في 21 مايو، اقترب عدد المضربين من 30 ألف شخص، وكان اقتصاد البلاد تحت ضغط قوي.
انتهى الإضراب في يوليو من عام 1954، لكن بالرغم من ذلك خضعت شركات الموز لبعض مطالب العمال.